# Tour de France 2015/3. Etappe
Die 3. Etappe der Tour de France 2015 fand am 6. Juli 2015 statt und führte von Antwerpen über 159,5 Kilometer zur Mauer von Huy, die zugleich der Schlussanstieg und Zielort der Flèche Wallonne ist. Es gab drei Bergwertungen der 4. Kategorie nach 109, 143 und 154 Kilometern. Außerdem gab es einen Zwischensprint nach 128 Kilometern. Der Schlussanstieg war eine Bergwertung der 3. Kategorie. Die dritte Etappe zählte als mittelschwere Etappe. Es gingen alle 198 Fahrer an den Start.

## Rennverlauf
Zunächst konnten sich Jan Bárta (BOA), Serge Pauwels (MTN), Martin Elmiger (IAM) und Bryan Nauleau (EUC) vom Feld bis auf rund drei Minuten Vorsprung absetzen. Durch die Nachführarbeit der Favoriten-Mannschaften wurde er nicht mehr größer und sie wurden bald darauf wieder eingeholt.
Wenig später ereignete sich ein Massensturz, in den unter anderem der Gesamtführende Fabian Cancellara und der im Weißen Trikot fahrende Tom Dumoulin verwickelt waren. Insgesamt waren etwa 30 bis 40 Fahrer in den Sturz verwickelt. Vier Fahrer, Tom Dumoulin, Simon Gerrans, Dmitri Kosontschuk und William Bonnet, mussten die Rundfahrt noch während der Etappe aufgrund von Knochenbrüchen aufgeben. Weitere Fahrer beendeten die Etappe zwar, konnten aber aufgrund ihrer Verletzungen am nächsten Tag nicht mehr antreten. Cancellara setzte das Rennen zunächst fort, hatte aber deutlich sichtbare Probleme bei der Weiterfahrt. Kurz nach den Stürzen wurde das Rennen von der Tourleitung zweimal angehalten. Die gestürzten Fahrer kamen wieder an das Feld heran. Die erste Bergwertung an der Côte de Bohissau wurde neutralisiert überfahren und das Rennen danach wieder freigegeben.
Im folgenden Etappenverlauf kam es erneut zur Windkantenbildung, in der unter anderem Alejandro Valverde und Thibaut Pinot das Nachsehen hatten und in hintere Gruppen zurückfielen. Vorn machten die Mannschaften Tinkoff-Saxo, Sky und Astana das Tempo. Kurz vor dem Zwischensprint gelang der hinteren Gruppe der Wiederanschluss an die vorderen Fahrer. Den Zwischensprint entschied der im Grünen Trikot fahrende André Greipel vor John Degenkolb und Nacer Bouhanni für sich. Durch Tempoverschärfungen, die von den Mannschaften um Contador, Froome und Tony Martin gefahren wurden, zerriss das Peloton später erneut. Vor dem Anstieg zur Mauer von Huy gehörten der Führungsgruppe mit Ausnahme von Pinot alle Favoriten auf die Gesamtwertung an. Im Anstieg attackierte dann zunächst Chris Froome, er wurde jedoch anschließend von Joaquim Rodríguez ausgekontert, der die Etappe gewann. Froome fuhr ins Gelbe Trikot des Gesamtführenden, mit einer Sekunde Abstand zu Tony Martin.

## Punktewertungen
| Zwischensprint in Havelange nach 128 km auf 291 m O.P. |                        |                       |         |
| 1.                                                     | Deutschland            | André Greipel (LTS)   | 20 Pkt. |
| 2.                                                     | Deutschland            | John Degenkolb (TGA)  | 17 Pkt. |
| 3.                                                     | Frankreich             | Nacer Bouhanni (COF)  | 15 Pkt. |
| 4.                                                     | Frankreich             | Bryan Coquard (EUC)   | 13 Pkt. |
| 5.                                                     | Vereinigtes Konigreich | Mark Cavendish (EQS)  | 11 Pkt. |
| 6.                                                     | Frankreich             | Geoffrey Soupe (COF)  | 10 Pkt. |
| 7.                                                     | Slowakei               | Peter Sagan (TCS)     | 9 Pkt.  |
| 8.                                                     | Niederlande            | Roy Curvers (TGA)     | 8 Pkt.  |
| 9.                                                     | Tschechien             | Roman Kreuziger (TCS) | 7 Pkt.  |
| 10.                                                    | Frankreich             | Warren Barguil (TGA)  | 6 Pkt.  |
| 11.                                                    | Slowenien              | Kristijan Koren (TCG) | 5 Pkt.  |
| 12.                                                    | Irland                 | Nicolas Roche (SKY)   | 4 Pkt.  |
| 13.                                                    | Vereinigtes Konigreich | Chris Froome (SKY)    | 3 Pkt.  |
| 14.                                                    | Italien                | Matteo Trentin (EQS)  | 2 Pkt.  |
| 15.                                                    | Neuseeland             | Jack Bauer (TCG)      | 1 Pkt.  |

| Etappenziel in Huy nach 159,5 km auf 204 m O.P. |                        |                          |         |
| 1.                                              | Spanien                | Joaquim Rodríguez (KAT)  | 30 Pkt. |
| 2.                                              | Vereinigtes Konigreich | Chris Froome (SKY)       | 25 Pkt. |
| 3.                                              | Frankreich             | Alexis Vuillermoz (ALM)  | 22 Pkt. |
| 4.                                              | Irland                 | Daniel Martin (TCG)      | 19 Pkt. |
| 5.                                              | Frankreich             | Tony Gallopin (LTS)      | 17 Pkt. |
| 6.                                              | Vereinigte Staaten     | Tejay van Garderen (BMC) | 15 Pkt. |
| 7.                                              | Italien                | Vincenzo Nibali (AST)    | 13 Pkt. |
| 8.                                              | Vereinigtes Konigreich | Simon Yates (OGE)        | 11 Pkt. |
| 9.                                              | Kolumbien              | Nairo Quintana (MOV)     | 9 Pkt.  |
| 10.                                             | Niederlande            | Bauke Mollema (TFR)      | 7 Pkt.  |
| 11.                                             | Spanien                | Alejandro Valverde (MOV) | 6 Pkt.  |
| 12.                                             | Spanien                | Alberto Contador (TCS)   | 5 Pkt.  |
| 13.                                             | Kolumbien              | Julián Arredondo (TFR)   | 4 Pkt.  |
| 14.                                             | Niederlande            | Robert Gesink (TLJ)      | 3 Pkt.  |
| 15.                                             | Belgien                | Greg Van Avermaet (BMC)  | 2 Pkt.  |

## Bergwertungen
| Côte de Bohissau Kategorie 4 nach 109 km auf 220 m O.P. 2,4 km bei 5,5 % |

| Côte d’Ereffe Kategorie 4 nach 143 km auf 258 m O.P. 2,1 km bei 5,0 % |         |                     |        |
| 1.                                                                    | Schweiz | Michael Schär (BMC) | 1 Pkt. |

| Côte de Cherave Kategorie 4 nach 154 km auf 195 m O.P. 1,3 km bei 8,1 % |       |                   |        |
| 1.                                                                      | Polen | Rafał Majka (TCS) | 1 Pkt. |

| Mur de Huy Kategorie 3 nach 159,5 km auf 204 m O.P. 1,3 km bei 9,6 % |                        |                         |        |
| 1.                                                                   | Spanien                | Joaquim Rodríguez (KAT) | 2 Pkt. |
| 2.                                                                   | Vereinigtes Konigreich | Chris Froome (SKY)      | 1 Pkt. |

## Aufgaben
- William Bonnet (FDJ): Aufgabe während der Etappe (Massensturz)
- Tom Dumoulin (TGA): Aufgabe während der Etappe (Massensturz)
- Simon Gerrans (OGE): Aufgabe während der Etappe (Massensturz)
- Dmitri Kosontschuk (KAT): Aufgabe während der Etappe (Massensturz)